# Pitthea argentiplaga
Pitthea argentiplaga là một loài bướm đêm trong họ Geometridae.